# Northern League
A Northern League é uma liga masculina de futebol no nordeste da Inglaterra para times semiprofissionais e amadores. Fundada em 1889, é a segunda liga de futebol mais antiga do mundo ainda existente, logo depois da Liga Inglesa de Futebol .
Ela contém duas divisões; Division One e Division Two. A Division One fica no nono nível do sistema da liga de futebol inglesa, cinco divisões abaixo da Liga de Futebol. Essas ligas são feitas sobre os condados históricos de Durham, Northumberland, Cumberland e North Riding de Yorkshire. O clube campeão da Division One é promovido à divisão inferior da Northern Premier League.

## História
A Northern League foi uma das muitas ligas formadas no ano seguinte à Liga de Futebol. Em sua primeira temporada, era composta por dez clubes que eram uma mistura de organizações profissionais e amadoras. Durante seus primeiros anos, a competição incluiu clubes como Newcastle United, Middlesbrough e Darlington, que viriam a jogar na Football League. Em 1905, a liga se dividiu em duas divisões, uma profissional e uma amadora. No ano seguinte, porém, a Northern League tomou a decisão de abolir a divisão profissional e restringir-se apenas aos clubes amadores, ou pelo menos clubes que se diziam amadores.

A área coberta pela Northern League é colorida em vermelho.

Entre as Guerras Mundiais e nos primeiros anos após a Segunda Guerra Mundial, o status de amador da Northern League significava que eles e, seu equivalente na área de Londres, a Isthmian League, dominavam a antiga FA Amateur Cup. As duas ligas continuaram separadas do jogo profissional que foi dominado pela Football League, Southern League e, a partir de 1968, a Northern Premier League.
A Northern League e a Isthmian League (com suas ligas de alimentação) continuaram a reivindicar o status de amador até que, sob pressão, o status de amador foi abandonado pela Football Association em 1974. Isso fez com que ligas amadoras como a Northern encontrassem um lugar na estrutura geral do non-League football . Ao contrário de seu equivalente no sul, a Isthmian League, que se tornou um alimentador da Alliance Premier League em 1982, a Northern League rejeitou os convites repetidos. No final das contas, a Northern League permaneceu fora da pirâmide do futebol inglês até 1991. A liga declinou ao longo da década de 1980, quando seus principais clubes abandonaram para outras ligas dentro da pirâmide do futebol inglês, como a Northern Counties East Football League. Quando a Liga do Norte finalmente se juntou à pirâmide, foi como uma liga alimentadora para a divisão inferior da Premier League do Norte (Nível 9).
Desde 1995, os clubes da Northern League disputam a FA Vase, possuindo algum sucesso, tendo vencido 10 finais.
A liga teve um acordo de patrocínio incomum feito por Brooks Mileson, dono do Albany Group, que foi seu patrocinador em 2003. Naquele ano, Mileson anunciou que havia criado um fundo que continuaria a patrocinar a liga ao longo de sua vida e da dos seus filhos. Em 2008, porém, a liga anunciou que esse patrocínio havia chegado ao fim e realizou um sorteio para determinar seu próximo patrocinador. As partes interessadas foram convidadas a comprar uma participação no sorteio por £ 250. A aposta vencedora foi mantida por uma empresa de treinamento local e a liga ficou conhecida como Skilltrainingltd Northern League da temporada 2008-09 até a temporada 2011-12.  A liga é atualmente patrocinada pelo fabricante de desumidificadores Ebac .
Clubes do nível 11 da North Riding Football League, Northern Football Alliance e Wearside Football League podem se inscrever para promoção na Second Division da Northern League (nível 10).
1. ↑  Anthony Vickers (8 de agosto de 2008). «League's new name». Evening Gazette. Consultado em 8 de agosto de 2008
2. ↑  Steve Brown (4 de junho de 2012). «The Northern League has a new sponsor – County Durham-based dehumidifier manufacturer Ebac Ltd.». Sunday Sun. Consultado em 3 de junho de 2012